# Ambasciatori delle Città anseatiche in Spagna
L'ambasciatore delle Città anseatiche in Spagna era il primo rappresentante diplomatico delle Città anseatiche (Amburgo, Brema e Lubecca) in Spagna.
Le relazioni diplomatiche iniziarono ufficialmente nel 1649.

## Storia

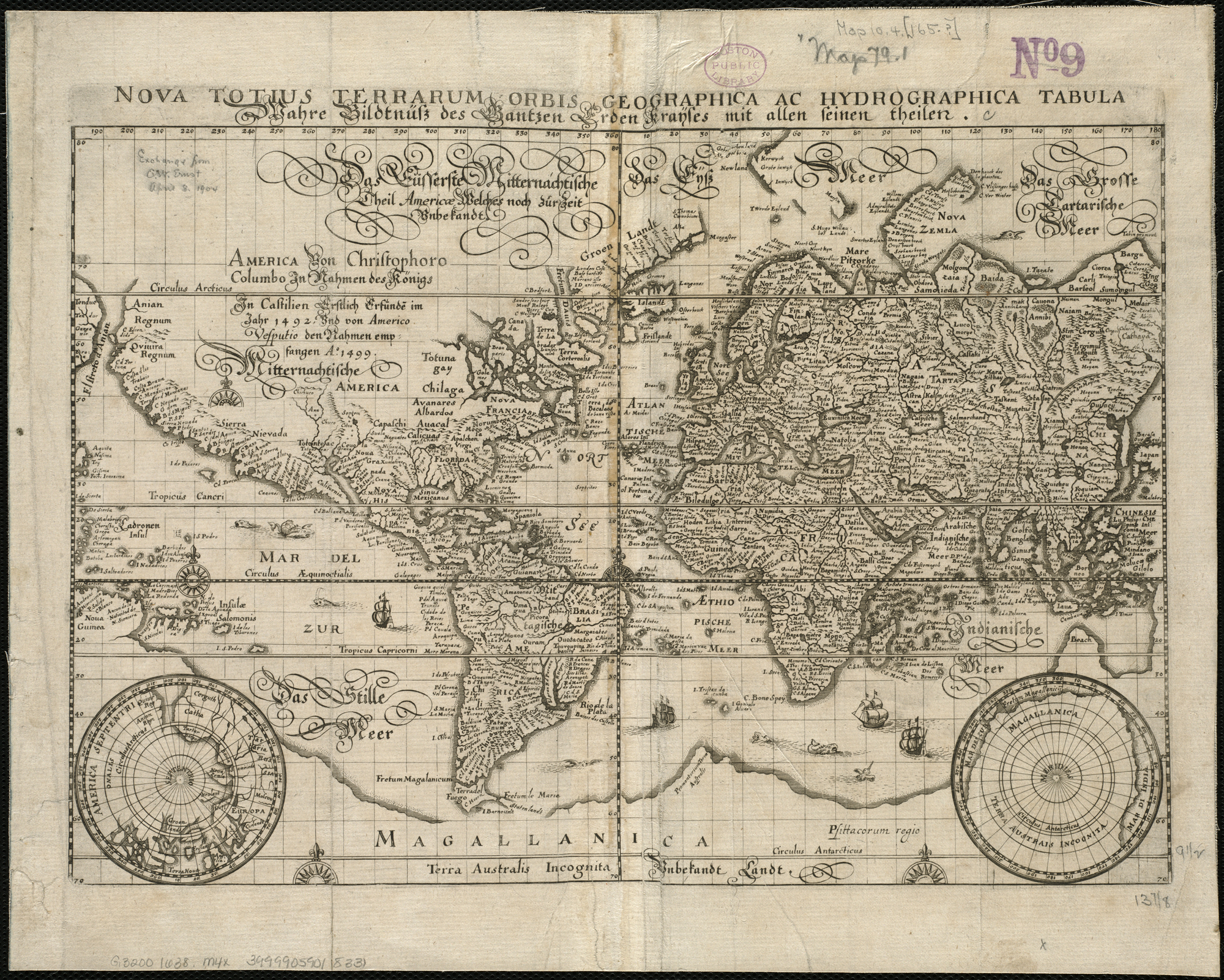
Mappa del mondo disegnata da Matthäus Merian (1638 circa). 250 × 360 mm, Biblioteca pubblica di Boston.

Fino alla fine del Medioevo, le relazioni commerciali anseatico-iberiche passavano attraverso il punto commerciale di Bruges. Fu solo con la scoperta dell'America (1492) e la conseguente richiesta dall'Europa settentrionale e centrale di beni coloniali spagnoli che si sviluppò una richiesta a partire dalla metà del XVI secolo da parte dei cittadini anseatici di stabilire nuove relazioni commerciali più dirette con la Spagna e il suo impero coloniale. Nel 1606 il consigliere di Lubecca, Heinrich Brockes, si recò in viaggio coi suoi colleghi Arnold von Holten di Danzica e Hieronymus Vogler di Amburgo, accompagnati dal sindaco Johann Domann, dal segretario Johannes Conradus e da molti altri funzionari, alla corte di Filippo III di Spagna a Madrid con l'intento di concludere un accordo commerciale. Questo primo contatto ufficiale tra le due entità statali non aveva il carattere di un contratto legale internazionale, ma dava ai mercanti anseatici l'accesso diretto al commercio spagnolo d'oltremare. Negli anni successivi, dal 1607 al 1614, Hans Kampferbeke di Lubecca agì come console anseatico in Spagna, Portogallo, Algeria e Galizia, e dal 1630 gli si affiancò Augustin Bredimus per la città di Amburgo.
Per stabilire effettivamente relazioni indipendenti con la Spagna, le città anseatiche dovettero superare una serie di ostacoli: a differenza dell'Inghilterra o della Francia, la corte ispano-asburgica di Madrid era alleata e legata dinasticamente con quella imperiale-asburgica di Vienna; il problema della religione era quindi un problema centrale nelle relazioni tra i due paesi, dal momento che le città anseatiche erano perlopiù di fede protestante. Con la firma della pace di Vestfalia (1648) venne aperta la strada alla conclusione di un nuovo trattato commerciale che consentiva alle città anseatiche di disporre di migliori condizioni per il commercio, dal momento che alla stregua degli olandesi, anche gli anseatici vennero riconosciuti come "nazione" in grado di trattare. Nel 1649 venne quindi istituita un'ambasciata permanente delle città anseatiche presso la corte spagnola di Madrid sotto la guida del "procuratore generale" Walter Delbrügge. A quel tempo, l'ambasciata anseatica, oltre a quella imperiale, era l'unica di uno stato tedesco in Spagna; la corona spagnola aveva aperto un'ambasciata ad Amburgo già dal 1621.
Sempre a partire dal 1649 vennero aperti inoltre i primi consolati anseatici a Cadice ed a Sanlucar (presso il porto di Siviglia). In pochi anni vennero aperte decine di altri consolati anseatici in America meridionale e centrale, in Asia e in tutto l'impero spagnolo, con l'obbiettivo di mantenere inalterate delle condizioni commerciali favorevoli. Amburgo, in particolare, beneficiò dei buoni rapporti commerciali con la Spagna e alla fine del Seicento poteva dirsi uno dei principali porti al mondo frequentati dai velieri spagnoli insieme a Londra e ad Amsterdam. Nel 1751, sempre beneficiando del forte legame commerciale con la Spagna, le città della lega anseatica riuscirono a concludere un trattato con i berberi che consentì loro di sbarcare col commercio anche in Africa settentrionale.
Con l'entrata in crisi dell'economia spagnola e la dissoluzione del suo enorme impero coloniale nell'Ottocento, l'ambasciata anseatica in Spagna venne affidata all'ambasciatore imperiale in Spagna, per poi essere declassata a consolato generale con sede a Madrid che rimase operativo sino alla costituzione della Confederazione Germanica del nord nel 1867 e poi dell'Impero tedesco nel 1871 quando le funzioni passarono all'ambasciatore tedesco in Spagna.

## Città Anseatiche
- 1649-1697: Walter Delbrügge, "procuratore generale"
- 1697-1725: Joseph Delbrügge, "agente"
- 1725-1728: Giuseppe de Lauro, "ministro plenipotenziario"
- 1728-1732: Joseph Delbrügge
- 1732-1739: Isidoro (Isacco) del Grado
- 1739-1762: Antoine de Conti
- 1762-1764: vacante
- 1764-1796: Johan Frans van der Lepe
- 1796-1806: Carlo Andreoli
- 1807-1809: Wilhelm Ferdinand von Genotte

1809-1814: Interruzione delle relazioni diplomatiche a causa dell'occupazione francese
- 1814-1817: Wilhelm Ferdinand von Genotte
- 1817-1819: Johann von Provost (anche ambasciatore imperiale in Spagna)
- 1819-1823: Lazar von Brunetti (anche ambasciatore imperiale in Spagna)
- 1823-1824: Johann Frank von Negelsfürs
- 1824-1834: Lazar von Brunetti (anche ambasciatore imperiale in Spagna)
- 1834-1837: Johann von Reymond (anche ambasciatore imperiale in Spagna)

1837: Chiusura dell'ambasciata; declassamento a consolato generale a Madrid

### Consolato generale a Madrid
- 1837–1842: Juan de Guardamino y de la Tejera († 1842)
- 1842–1845: Ramón de Guardamino y de la Tejera
- 1845–1861: Rafael de Guardamino y de la Tejera
- 1861–1870: Ignaz Bauer (per Brema dal 1853, per Lubecca dal 1856)

1870: Chiusura del consolato generale